# Heron Lake, Minnesota
Heron Lake là một thành phố thuộc quận Jackson, tiểu bang Minnesota, Hoa Kỳ. Năm 2010, dân số của thành phố này là 698 người.

## Dân số
- Dân số năm 2000: 768 người.
- Dân số năm 2010: 698 người.